# Тараканова Неллі Юріївна
Неллі Юріївна Тараканова (нар. 9 вересня 1954, Луцьк, УРСР) — українська радянська веслувальниця, виступала за збірну СРСР з академічного веслування в середині 1970-х років. Срібна призерка літніх Олімпійських ігор в Монреалі, багаторазова чемпіонка республіканських та всесоюзних регат. На змаганнях представляла спортивне товариство «Динамо», майстер спорту міжнародного класу.

## Життєпис
Неллі Тараканова народилася 9 вересня 1954 року в місті Луцьк Волинської області Української РСР. Активно займатися академічним веслуванням почала в ранньому дитинстві, перебувала в київському добровільному спортивному товаристві «Динамо».
Першого серйозного успіху досягла в 1975 році, ставши чемпіонкою СРСР у розпашних вісімках з рульовою. Рік по тому повторила це досягнення, завдяки декільком вдалим виступам потрапила в основний склад радянської збірної та виборола право захищати честь країни на літніх Олімпійських іграх в Монреалі — в складі розппашного 8-місцевого екіпажу, куди також увійшли веслувальниці Ольга Гузенко, Надія Рощина, Клавдія Коженкова, Любов Талалаева, Ольга Колкова, Олена Зубко, Надія Розгон та рульова Ольга Пуговська, завоювала срібну медаль, поступившись у фіналі лише команді з НДР.
Має вищу освіту, закінчила Київський державний інститут фізичної культури. Після завершення кар'єри спортсменки працювала тренером-викладачем. За видатні спортивні досягнення удостоєна почесного звання «Майстер спорту СРСР міжнародного класу». Нині проживає в Києві, працює в Федерації академічного веслування України.

## Виступи на Олімпійських іграх
| Олімпіада     | Дисципліна | Місце |
| ------------- | ---------- | ----- |
| Монреаль 1976 | вісімки    | 2     |